# Martin & Gina
Martin & Gina è un singolo del rapper statunitense Polo G, pubblicato il 4 settembre 2020 come quarto estratto dal secondo album in studio The Goat.

## Descrizione
Terza traccia del disco, Martin & Gina è stata scritta dallo stesso interprete con Tauhj Vaughn, Kyre Tras e Hagan Lange, ed è stata prodotta da questi ultimi tre.

## Promozione
Polo G ha eseguito il brano per la prima volta in televisione al Tonight Show di Jimmy Fallon il 21 settembre 2020.

## Video musicale
Il video musicale, diretto dai Reel Goats, è stato reso disponibile il 13 agosto 2020.

## Formazione
- Polo G – voce
- Tahj Money – produzione
- KDubb – produzione
- Hagan – produzione
- Todd Hurtt – registrazione
- Roach – registrazione
- Eric Lagg – mastering

## Classifiche

### Classifiche settimanali
| Classifica (2020-21) | Posizione massima |
| -------------------- | ----------------- |
| Australia            | 42                |
| Canada               | 52                |
| Grecia               | 77                |
| Irlanda              | 32                |
| Portogallo           | 196               |
| Regno Unito          | 48                |
| Stati Uniti          | 61                |
| Svezia               | 79                |

### Classifiche di fine anno
| Classifica (2021) | Posizione |
| ----------------- | --------- |
| Australia         | 70        |